# Ethan Ringel
Ethan Ringel (* 12. August 1994 in Windermere, Florida) ist ein US-amerikanischer Automobilrennfahrer. Er startete 2015 in der Indy Lights.

## Karriere
Ringel begann seine Motorsportkarriere 2008 im Kartsport und blieb bis 2011 in dieser Sportart aktiv. 2011 wechselte Ringel in den nordamerikanischen Formelsport. Er trat in der Formel Enterprise an und entschied vier Rennen für sich. Darüber hinaus nahm er an vier Rennen der F2000 Championship Series teil und erzielte dabei drei Top-Zehn-Platzierungen. Nach der Saison nahm Ringel in Europa an Testfahrten der GP3-Serie teil. Sein Fahrertrainer Jay Howard ermutigte ihn zu diesem Schritt. Für die GP3-Serie 2012 erhielt Ringel schließlich einen Vertrag bei Atech CRS GP. Ringel blieb ohne Punkte und wurde 29. in der Fahrerwertung.
2013 kehrte Ringel nach Nordamerika zurück. Er erhielt ein Indy-Lights-Cockpit beim Team Moore Racing. Er verlor seinen Platz jedoch bereits nach dem ersten Rennen und bestritt keine weiteren Rennen in diesem Jahr. 2014 trat Ringel für One Formula Racing in der Atlantic Championship an. Er gewann ein Rennen und stand bei zehn Rennen insgesamt sechsmal auf dem Podium. Er schloss die Saison auf dem vierten Platz der Meisterschaft ab. 2015 ging Ringel für Schmidt Peterson Motorsports in der Indy Lights an den Start. Ein zweiter Platz war sein bestes Resultat und zugleich seine einzige Top-5-Platzierung. Er beendete die Saison als Elfter der Fahrerwertung.

## Statistik

### Karrierestationen
| - 2008–2011: Kartsport - 2011: F2000 Championship Series (Platz 26) - 2011: Formel Enterprise | - 2012: GP3-Serie (Platz 29) - 2013: Indy Lights (Platz 18) - 2014: Atlantic Championship (Platz 4) | - 2015: Indy Lights (Platz 11) |

### Einzelergebnisse in der Indy Lights
| Jahr | Team                                          | 1   | 2   | 3   | 4    | 5   | 6    | 7    | 8    | 9   | 10  | 11  | 12  | 13  | 14  | 15  | 16  | Punkte | Rang |
| ---- | --------------------------------------------- | --- | --- | --- | ---- | --- | ---- | ---- | ---- | --- | --- | --- | --- | --- | --- | --- | --- | ------ | ---- |
| 2013 | Team Moore Racing                             | STP | BAR | LBH | INDY | MIL | IOW  | POC  | TOR  | MDO | BAL | HOU | FON |     |     |     |     | 22     | 18.  |
| 2013 | Team Moore Racing                             | 9   |     |     |      |     |      |      |      |     |     |     |     |     |     |     |     | 22     | 18.  |
| 2015 | Schmidt Peterson Motorsports w/Curb-Agajanian | STP | STP | LBH | BAR  | BAR | INDY | INDY | INDY | TOR | TOR | MIL | IOW | MDO | MDO | LAG | LAG | 197    | 11.  |
| 2015 | Schmidt Peterson Motorsports w/Curb-Agajanian | 8   | 12  | 7   | 10   | 9   | 10   | 10   | 2*   | 6   | 11  | 10  | 11  | 12  | 7   | 10  | 12  | 197    | 11.  |